# Wehrturm (Lehrensteinsfeld)

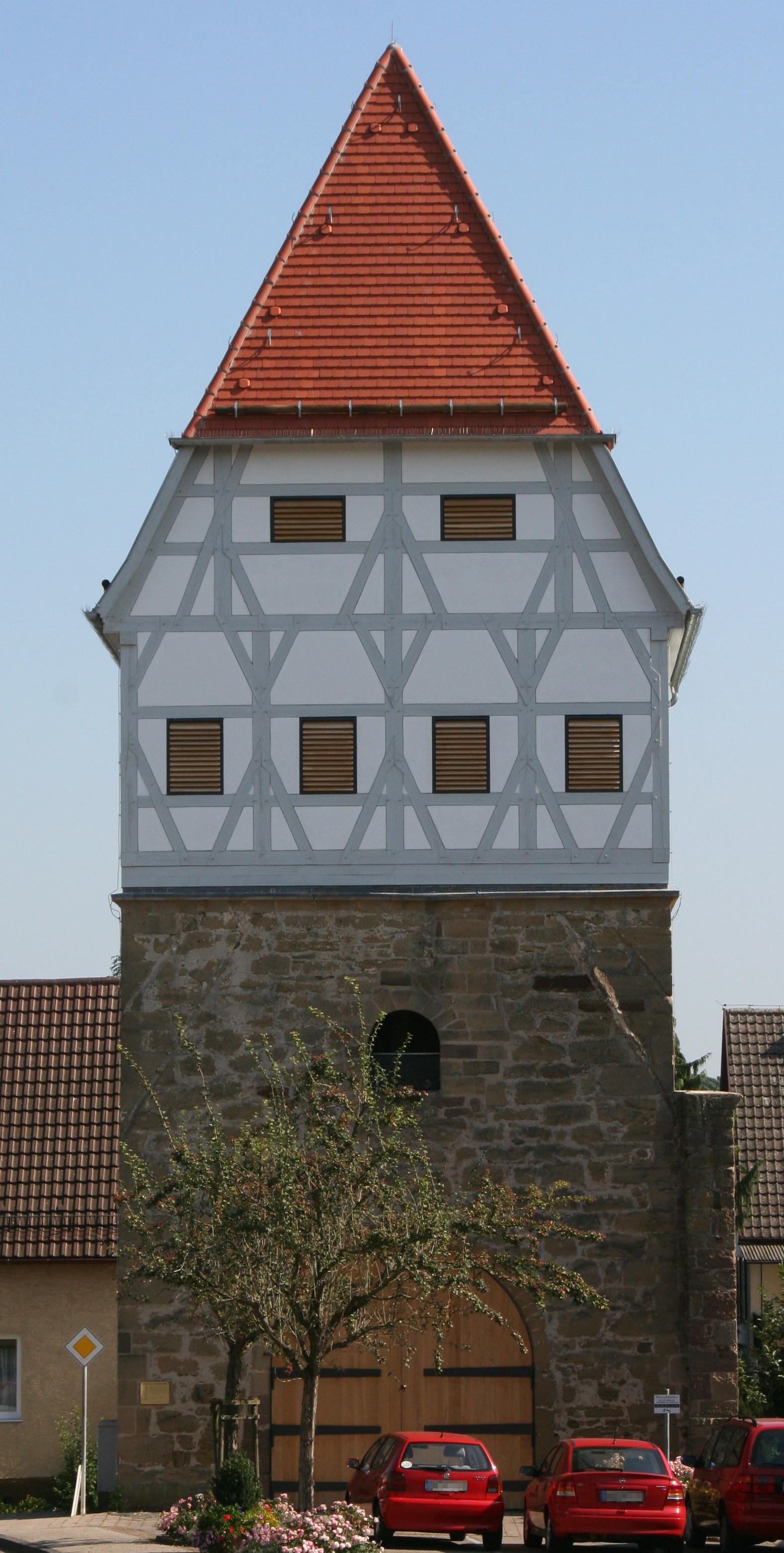
Wehrturm in Lehrensteinsfeld

Der Wehrturm in Lehrensteinsfeld im Landkreis Heilbronn im nördlichen Baden-Württemberg ist das älteste Gebäude und das Wahrzeichen des Ortes. Er wurde 1466 als Wehrturm erbaut und war später Turmchor und Kirchturm der alten Laurentiuskirche, die 1969 abgerissen wurde. Unter dem Turm befand sich eine Gruft der Herren von Schmidberg. Der Fachwerkaufbau des Turms wurde 1998 abgetragen und 2005/2006 in veränderter Form wieder aufgebaut.

## Geschichte
1463 beantragten die Bürger im Ortsteil Steinsfeld den Bau eines Wehrturms beim Kloster Schöntal. Dem Antrag wurde stattgegeben, und der Turm wurde 1466 errichtet. Vermutlich war er bereits von Anbeginn auch als Kapelle konzipiert und diente damit außer der Verteidigung auch sakralen Zwecken. Wann ein Kirchenschiff ergänzt wurde, ist unbekannt. Das Turmuntergeschoss war der Chor der Kirche. 1493 wurde eine dem Hl. Laurentius geweihte Glocke gegossen und im Turm aufgehängt. 1632 und 1650 kamen weitere Glocken dazu. Unter dem Turm wurde eine Gruft angelegt für die Ortsherrschaft von 1649 bis 1777, die Herren von Schmidberg.
1698 erhielt der Turmaufbau eine Erneuerung, 1700 erwarb man eine Kirchenorgel vom Chorherrenstift Öhringen. 1702 wurde das Kirchenschiff vollständig erneuert, wobei man auch den Chorbogen vergrößerte, der die Jahreszahl des Umbaus trägt. Diese Kirchenrenovierung um 1700 umfasste auch die gesamte Innenausstattung. In die Baukosten teilten sich die Ortsherrschaft, d. h. die Herren von Schmidberg, das Kloster Schöntal und die Bürgerschaft. Nach 1700 ist ein Verkauf von Kirchenstühlen belegt, er war wohl den hohen Baukosten geschuldet.
1830 wurde die Kirche wiederum erneuert, nachdem die Schmidbergsche Gruft eingebrochen und teilweise mit Wasser vollgelaufen war. Man legte die vorgefundenen Gebeine, darunter die des Ludwig von Schmidberg (1594–1657), wieder in die Gräber und verfüllte die Gruft danach mit Erde. Eine aufgefundene silberne, herzförmige Kapsel, in der das Herz von Johann Friedrich Carl von Schmidberg (1759–1777) bestattet worden war, verkaufte die Gemeinde, wofür ihr die württembergischen Regierung einen Verweis erteilte.
Die Glocke aus dem Jahre 1493 zersprang beim Abendläuten am 26. Februar 1900. Daraufhin wurden alle drei Glocken umgegossen. Die mittlere und die kleine Glocke wurden 1917 in der Kriegszeit zur Einschmelzung abgeliefert. Von den 1920 neu beschafften Glocken mussten die beiden größten im nächsten Krieg 1942 abermals abgeliefert werden. 1949 wurde das Geläut wieder vervollständigt.
1893 begann man mit der Sammlung von Geldmitteln zur Renovierung der Kirche. Allerdings entschloss man sich wenig später zu einem Kirchenneubau an anderer Stelle, in den die gesammelten Gelder flossen. Am 7. Juli 1902 erfolgte der erste Spatenstich für die neue Christuskirche, die am 29. August 1903 eingeweiht wurde. Die alte Laurentiuskirche wurde nicht mehr renoviert und zu wechselnden Zwecken genutzt, unter anderem als Turnhalle. 1963 bot man die baufällige Kirche unentgeltlich dem Kirchenbezirk Weinsberg an, der dort ein Jugendheim einrichten wollte, wegen der zu erwartenden hohen Umbaukosten das Angebot jedoch ausschlug. Da sich kein weiterer Interessent zur Sanierung des Gebäudes fand, riss man das Kirchenschiff 1969 ab. Den Wehrturm ließ man stehen, er wurde um 1971 renoviert. Sein marode gewordener Fachwerkaufbau musste im Jahr 1998 jedoch ebenfalls abgetragen werden. Nachdem über einige Jahre nur noch der Turmsockel stand, wurde in den Jahren 2005/2006 dem Turm wieder ein Aufsatz in veränderter Form gegeben.
Das Grabmal Ludwig von Schmidbergs, das sein Wappen und das seiner Ehefrau Maria Magdalena von Mentzingen zeigt, wurde Anfang des 20. Jahrhunderts ins Lapidarium des Historischen Museums in Heilbronn gegeben und nach dem Zweiten Weltkrieg in der Heilbronner Kilianskirche aufgestellt. Es wurde aber 2010 als Dauerleihgabe wieder im Lehrensteinsfelder Wehrturm aufgestellt.